# Watertoren (Udenhout Vincentius)
De watertoren in het gebouw van Huize Vincentius in het Nederlandse dorp Udenhout bevindt zich op het terrein van een internaat voor de verzorging van verstandelijk gehandicapten dat is gebouwd in 1925. De bouwstijl is zeer verwant aan het expressionisme van de Amsterdamse School. Het centrale deel van het internaat wordt gedomineerd door een hoge watertoren met een klok. De watertoren is 35,5 meter hoog, maar de inhoud is onbekend. Het gehele complex heeft de status rijksmonument.